# Raffaele Filippo Presutti
Raffaele Filippo Presutti OFMCap (ur. 9 stycznia 1845 w Recanati, zm. 3 sierpnia 1914) – włoski duchowny rzymskokatolicki, kapucyn, misjonarz, wikariusz apostolski Arabii.

## Biografia
8 grudnia 1868 otrzymał święcenia prezbiteriatu i został kapłanem Zakonu Braci Mniejszych Kapucynów.
13 września 1910 papież Pius X mianował go wikariuszem apostolskim Arabii oraz biskupem tytularnym anchialuskim. 30 listopada 1910 przyjął sakrę biskupią z rąk arcybiskupa Agry Carlo Giuseppe Gentiliego OFMCap. Współkonsekratorami byli biskup Allahabadu Petronio Francesco Gramigna OFMCap oraz biskup Lahauru Fabien Antoine Eestermans OFMCap.